# Charles Ardant du Picq
Ne doit pas être confondu avec le général de division Charles Pierre Martial Ardant du Picq (1879-1940)
Pour les articles homonymes, voir Ardant et Picq.
Charles-Jean-Jacques-Joseph Ardant du Picq (Périgueux, 19 octobre 1821 - Metz, 18 août 1870) est un colonel et théoricien militaire français. Charles Ardant du Picq appartient à une ancienne famille de la bourgeoisie de Limoges. Les Ardant sont attestés comme maîtres orfèvres à Limoges à la fin du XVIe siècle. Son aïeul, Nicolas Ardant, ajoute à son patronyme le nom de terre « du Picq » au XVIIIe siècle.

## Biographie
Charles, Jean, Jacques, Joseph Ardant du Picq est né le 19 octobre 1821 à Périgueux, dans une famille qui n'avait pas de tradition militaire particulière.
Passionné par l'histoire, il entre à l'École spéciale militaire de Saint-Cyr, le 15 novembre 1842 et en sort sous-lieutenant. Le 1er octobre 1844, il est affecté au 67e régiment d'infanterie de ligne à Lyon. Il est nommé lieutenant le 15 mai 1848 et capitaine le 15 août 1852, il est affecté au 9e bataillon de chasseurs à pied le 25 décembre 1853.
Il participe à la guerre de Crimée du 29 mars 1854 au 27 mai 1856. Il est fait prisonnier à Sébastopol, le 8 septembre 1855 lors de l’assaut sur le bastion central et libéré le 13 décembre. Le 15 février 1856, il est promu chef de bataillon, affecté au 100e régiment d'infanterie de ligne, puis au 16e bataillon de chasseurs à pied, en mars 1856, pour en prendre le commandement (il en est le chef de corps du 10 avril 1858 au 22 janvier 1863).
De septembre 1860 à juin 1861, il participe à la campagne de Syrie.
Le 23 janvier 1863, il est muté au 37e régiment d'infanterie de ligne puis le 16 janvier 1864 au 55e régiment d'infanterie de ligne avec le grade de lieutenant-colonel.
Il prend part à la répression en Algérie de 1864 à 1866. Le 27 février 1869, il prend le commandement du 10e régiment d'infanterie de ligne à Limoges (6e corps d’armée, 1re division, 1re brigade) avec le grade de colonel. Il est gravement blessé au combat de Longeville-lès-Metz le 15 août 1870 alors que son unité traverse la Moselle en direction de Verdun. Il a une jambe fracturée et la cuisse ouverte par un éclat d'obus tiré par des batteries allemandes situées sur les hauts de Montigny.
Il meurt à l’hôpital militaire de Metz le 18 août 1870.
Aujourd'hui, deux casernes militaires portent son nom. L'une est située à Périgueux, l'escadron de gendarmerie mobile 47/2 y réside. L'autre est située à Saint-Avold en Moselle. Délaissée par l'armée en 1999 et rachetée par la ville en 2008 pour un million d’euros, la caserne Ardant du Picq de Saint-Avold est aujourd'hui menacée de destruction par un projet immobilier.
Il est le parrain du poète l'académicien Jean Richepin (1849-1927), au moment où il est en poste à Médéah en Algérie avec le chirurgien-colonel Jules-Auguste Richepin, père du poète.
Il est apparenté à la comédienne Fanny Ardant.

## Doctrine
L’essentiel de sa doctrine est exprimé dans Études sur le Combat . Ouvrage comparant "guerre ancienne" et "guerre moderne", commentant les feux d’infanterie et les compagnies du centre [du dispositif], et se concluant par un ensemble de lettres et par le résultat des questionnaires qu’il a fait parvenir à des militaires.
Son idée maîtresse consiste à démontrer qu'alors que le combat ancien était fondé sur le duel face à face, le combat moderne, de par la technologie, éloigne les deux belligérants qui ne se voient pas et qui agissent l'un sur l'autre à distance. Le fait de ne pas voir son adversaire induit que le combattant est livré à lui-même et que sa puissance repose sur sa force morale. Autrement dit, le combat repose avant tout sur l’être humain et notamment sur sa psychologie (« Étudions donc l’homme dans le combat car c’est lui qui fait le réel »). En effet, pour lui, la défaite est avant tout une rupture psychologique due notamment à la peur et qui génère le désordre, la confusion et la panique. Pour lutter contre cette peur et prendre l’ascendant, il faut éduquer la force morale des soldats à travers la discipline, la confiance et la solidarité. La victoire se fonde donc sur une éducation du soldat qui doit être solidement commandé par des officiers convaincus de leur rôle.
Ardant du Picq se place donc délibérément dans une perspective très différente de celle de la pensée militaire dominante de l’époque, encore lourdement marquée par l’épopée napoléonienne et fondée sur la supériorité du nombre et des moyens. Il ne se prive d’ailleurs pas de critiquer la théorie des « gros bataillons ». Son approche est à la fois très scientifique et très moderne puisqu’il extrait ses conclusions de questionnaires qu’il diffuse auprès des officiers, sous-officiers et soldats « ayant fait la guerre ».

## Importance de sa doctrine aujourd'hui
Les tenants de l'« offensive à tout prix » qui guident l’armée française pendant les premiers mois de la Première Guerre mondiale ont repris à leur compte la théorie de l’ascendant psychologique ; mais dans la pensée d’Ardant du Picq, le feu tue et le combat moderne est un combat à distance qui refuse le corps à corps.
Après 140 ans, Ardant du Picq est un penseur militaire particulièrement moderne et pertinent par la vision qu’il a de la violence guerrière et de la psychologie du combattant. Sa perspective « microstratégique », vue du combattant, tranche sur les approches « macrostratégiques » qui privilégient la manœuvre des masses et des nombres. Sa place reste donc prépondérante dans les bibliothèques militaires, en particulier chez les anglo-saxons.

## Œuvres
- Charles Ardant Du Picq, Études sur le combat, Paris, Champ libre, 1978.
- Charles Ardant Du Picq, Études sur le combat, consultation sur Gallica